# Twedt (Szlezwik-Holsztyn)
Twedt (duń. Tved) – miejscowość i gmina w Niemczech w kraju związkowym Szlezwik-Holsztyn, w powiecie Schleswig-Flensburg, wchodzi w skład urzędu Südangeln.